# Księżna de Clèves

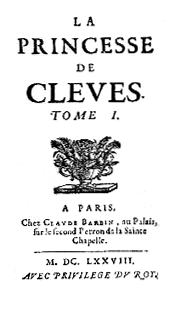
Strona tytułowa pierwszego wydania powieści

Księżna de Clèves (oryg. fr. La Princesse de Clèves) – historyczna powieść obyczajowa Marii de La Fayette wydana anonimowo po raz pierwszy w 1678. Przez historyków literatury uznawana za pierwszą nowoczesną powieść w literaturze francuskiej oraz za jeden z najwcześniejszych przykładów powieści analitycznej.

## Treść
Akcja utworu toczy się między październikiem 1558 a listopadem 1559 na dworze Henryka II. Piękna, zaledwie szesnastoletnia panna de Chartres zostaje po raz pierwszy przedstawiona na dworze królewskim. Jej niezwykła uroda sprawia, że natychmiast zakochują się w niej hrabia de Guise i książę de Clèves. Dziewczyna nie darzy uczuciem żadnego z nich, zgadza się jednak na małżeństwo z drugim. Przed ślubem matka prosi ją, by zachowała uczciwość małżeńską i aby nigdy – w odróżnieniu od wielu kobiet z dworu – nie wikłała się w romanse.
Młoda księżna de Clèves szanuje i ceni okazywaną jej dobroć męża, jednakże wkrótce zakochuje się z wzajemnością w cieszącym się opinią uwodziciela księciu de Nemours. Choć postanawia ukrywać swoje uczucie, ostatecznie wyznaje prawdę mężowi, gdy ten nie pojmuje jej chęci usunięcia się z dworu. Mimo iż do końca nie zdradza nazwiska swego adoratora, zazdrosny książę sam je odkrywa niedługo przed swą śmiercią. Księżna wstępuje wówczas do klasztoru.

## Cechy utworu

### Przynależność gatunkowa

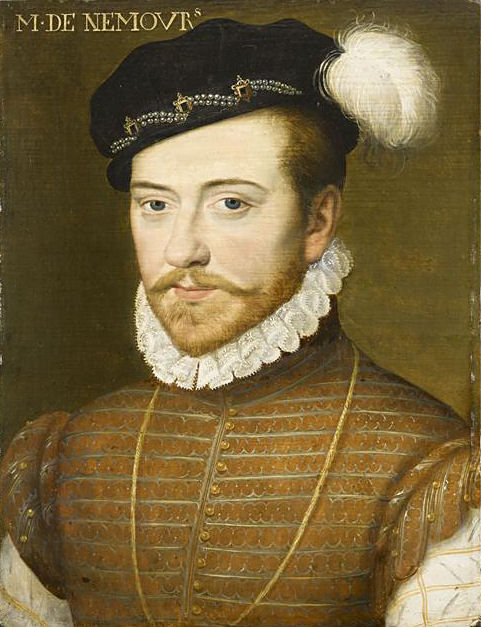
Portret księcia de Nemours

Księżna de Clèves nawiązuje do powstających w tej epoce powieści historycznych. Akcja jej rozgrywa się na początku drugiej połowy XVI wieku, w wyraźnie określonych, autentycznych miejscach, zaś wśród bohaterów głównych i drugoplanowych występują rzeczywiste postacie historyczne: król, królowa, delfin i jego małżonka, a także książę de Nemours (Jacques de Savoie-Nemours). Również w głównej postaci doszukiwano się przedstawienia osoby prawdziwej szlachcianki.

### Wykwintność
Dzieło wpisuje się również w nurt préciosité – wykwintności. W młodości Maria de La Fayette uczestniczyła w życiu towarzyskim salonu markizy de Rambouillet i Madeleine de Scudéry, interesując się współczesną jej literaturą. Zgodnie z kanonem wykwintności powieść podejmuje problem miłości, związanych z nią relacji i dylematów etycznych. Poruszane w niej zagadnienia nawiązują do szczególnie dyskutowanych w salonach problemów łączonych z miłością, zwłaszcza kwestii roli kobiety w związku i jej najbardziej pożądanych zachowań.
Główni bohaterowie Księżnej de Clèves reprezentują archetyp miłości doskonałej w stylu gloryfikowanym przez zwolenników wykwintności: cechuje ich uroda, inteligencja, doskonałe maniery, zdolność do poświęcenia własnych uczuć w imię zasad wyższych. Uczucie łączące tytułową bohaterkę z księciem, jako niespełnione wskutek moralnego obowiązku i jedynie platoniczne – staje się wzorem miłości wykwintnej.
Innym elementem wykwintności wpływającym na konstrukcję utworu jest dobór słownictwa. Zgodnie z zasadami tego nurtu opowieść przekazana jest językiem wyszukanym, przy niezwykle starannym doborze słów, także neologizmów.

### Jansenizm
Maria de La Fayette była związana ze środowiskiem jansenistów, podobnie jak jej przyjaciel – François de La Rochefoucauld. Przedstawicielką niezwykle surowej wizji człowieka lansowanej przez ten nurt religijno-filozoficzny, jest w powieści matka tytułowej bohaterki, wychowująca ją w duchu absolutnego poszanowania zasad życia społecznego i wpajająca jej przekonanie o konieczności ukrywania prawdziwych uczuć. Postawę tę przejawia w toku utworu również księżna – nie tyle starająca się naprawdę zwalczyć uczucie, które uważa za grzeszne, co ukryć je przed światem i nie dopuścić do kompromitacji siebie, męża i ukochanego. Jak wielokrotnie podkreśla w utworze pani de Chartres, na dworze królewskim panuje postawa hipokryzji, ciągłych plotek, spisków, intryg i manipulacji. Szczególnie uwidacznia się to po nagłym zgonie Henryka II – nie wywołuje on uczucia żalu, lecz prowokuje nowe rozgrywki osobiste pomiędzy wpływowymi uczestnikami życia dworskiego. Mimo starań o pełne urzeczywistnienie życiowych zaleceń jej matki przez księżnę, okoliczności sprawiają, że podważone zostają jej postawa oraz wartość jej cnoty, zaś utwór przekazuje wizję istoty ludzkiej jako niezdolnej do wzniesienia się ponad namiętności powodujące ciągłe rozdarcie osobowości i psychiczny niepokój.
W powieści ukazano również przeciwną postawę życiową, reprezentowaną przez widama de Chartres i (w mniejszym stopniu) księcia de Nemours. Są oni reprezentantami libertynizmu, mniej lub bardziej jawnie łamiącymi zasady życia społecznego, w szczególności w sferze uczuciowej i seksualnej.

## Recepcja
Księżna de Clèves okazała się wielkim sukcesem czytelniczym – zapewne i dlatego, że widziano w niej „spowiedź zbolałej i zawiedzionej duszy kobiecej” (T. Boy-Żeleński). Podjęta w utworze tematyka była żywo dyskutowana w salonach arystokratycznych. Usiłowano przede wszystkim dociec autorstwa anonimowo drukowanej powieści. Późniejsi krytycy i badacze literatury podkreślali znaczenie utworu dla rozwoju powieści francuskiej: przełamanie niektórych obowiązujących we wcześniejszej literaturze stereotypów postaci i zachowań, pogłębienie analizy psychologicznej bohaterów. Utwór ten wymienia się jako jedną z inspiracji dla powieści Honoriusza Balzaka Lilia w dolinie.
Polski tłumacz, Tadeusz Boy-Żeleński w swej obszernej ocenie postaci autorki i jej utworu zwrócił uwagę na jego swoistą rewolucyjność, jaka musiała cechować w tej epoce pierwszą powieść o mężatce wraz z zawartym w niej wyznaniem romansu kobiety zamężnej. Wyróżnił też oryginalną koncepcję zawiązania
miłosnego dramatu pomiędzy trojgiem osób szlachetnych i bez winy, podkreślając przy tym wartość „nienagannej analizy duszy kobiecej” w tej historii jednego uczucia pokazanego we wszystkich jego fazach. Docenił również charakteryzującą utwór zwięzłość i jednolitość akcji oraz niedostrzegany dziś liryzm wraz z dyskrecją autorki w przedstawianiu intymnych uczuć i skrytych wydarzeń – „trudno w dyskretniejszy sposób jakiemuś utworowi być arcydziełem; i więcej jeszcze – rewolucją literacką”.
Występujący jako kandydat na prezydenta Francji Nicolas Sarkozy skrytykował w 2008 obecność Księżnej de Clèves w obowiązkowych programach nauczania dla szkół średnich oraz wymóg znajomości tej powieści dla kandydatów do pracy w administracji państwowej. Wiedza o utworze Marii de La Fayette stanowiła jego zdaniem przykład wiadomości niepotrzebnych i niepraktycznych. Wypowiedzi te spotkały się z ostrą krytyką zarówno lewicy, jak i prawicy francuskiej oraz środowisk uniwersyteckich, które uznały je za atak na całość francuskiego dziedzictwa kulturalnego i wyraźny brak szacunku dla niego
. Poza publicznym czytaniem utworu Madame de La Fayette na placu Panthéon (w obecności m.in. Louisa Garrela, ówczesnego szwagra francuskiego prezydenta), doczekała się ona w tym kontekście kolejnej ekranizacji – Christophe’a Honoré, zatytułowanej Piękna (La Belle personne, 2008). 
Uprzednio powieść ekranizowana już była przez Jeana Delannoya (La Princesse de Clèves, 1961), Manoela de Oliveirę (La Lettre, 1999) oraz przez Andrzeja Żuławskiego pt. Wierność (La Fidélité, 2000) – jako swobodnie przetworzona i osadzona w realiach współczesnych adaptacja z Sophie Marceau w roli głównej.